# 志位正二
志位 正二（しい まさじ、1920年1月1日 - 1973年3月31日）は、日本の陸軍軍人。最終階級は陸軍少佐。

## 経歴

### 軍歴
志位正人陸軍中将の息子として生まれる。東京府立六中、東京陸軍幼年学校、陸軍士官学校予科を経て、1939年9月、陸軍士官学校（52期）を卒業。同年11月、歩兵少尉に任官し歩兵第61連隊付となる。1944年12月、陸軍大学校（59期）を卒業し陸軍少佐に昇進。1945年4月、関東軍隷下の第3方面軍情報参謀に発令され、終戦を迎えた。

### シベリア抑留
終戦後シベリア抑留に遭い、1948年4月にソ連諜報員となる誓約を行い、モンゴルのウランバートルにあった「第7006俘虜収容所」において朝枝繁春、瀬島龍三、種村佐孝らとともに諜報員、共産主義革命のための特殊工作員としての訓練を受けたとされる。抑留中は陸軍将校のため、日本国内では公職追放となった。

### ソ連の情報活動
1948年11月、シベリアより復員。志位によれば、早期帰国のためにソ連に協力する誓約書に署名したものの、それは戦犯収容所に送られた上官や部下を救うため帰国し残留者の引揚促進活動に取組むためであったという。ところが、舞鶴港で米軍の民間情報部の者が武装兵を連れて船に乗り込み、主だった者を集めて暴行し尋問するのを目撃しショックを受けることになった。志位は1949年2月からGHQ参謀第2部（G2）の地理課に勤め、抑留帰還者の尋問調書からソ連や中華人民共和国の地誌を作成していた。1950年6月、GHQの取調べを受ける。このとき、1週間にわたって軟禁されウソ発見器にもかけられ誓約書について自白を強要されたことで、米国特務機関のやり方に憎悪を抱くようになったという。この後、ソ連のためにスパイ活動をすることになる。
1951年10月以降、G2在職のままソ連国家保安委員会（KGB）にエージェントとして雇われる。1953年11月、外務省アジア局調査員となる が、「二重スパイ」の活動は継続した。

### 自首とその後
ユーリー・ラストヴォロフがアメリカに亡命した後の1954年2月5日、警視庁公安部に自首し、自身がソ連の工作員（スパイ）であったことを認めた。しかし罪には問われず、その後、海外石油開発株式会社常務となり、対ソ連交渉において、社長今里広記の右腕ともいわれる活躍をしている。1973年3月31日、シベリア上空を飛行中の日本航空のダグラス DC-8型機の機内、ファーストクラス席上で死去した。過労からの心臓関係の疾患とみられる。

## 親族
- 祖父・志位一蔵（第百五十一国立銀行元取締役兼支配人、十八銀行熊本支店元支店長）
- 父・志位正人（陸軍中将）
- 甥・志位和夫（日本共産党中央委員会議長）